# Walter Ciszek
Compléments
Ciszek vécut 21 ans au Goulag soviétique, et fut considéré comme mort
Walter J. Ciszek, né le 4 novembre 1904 à Shenandoah en Pennsylvanie (États-Unis) et mort le 8 décembre 1984 au Bronx (New York), est un prêtre jésuite américain d’origine polonaise. Prêtre catholique clandestin en URSS il est condamné comme « espion du Vatican » en 1942 et passe 21 ans au Goulag soviétique avant de servir, en 1963, comme monnaie d’échange pour un espion soviétique.

## Biographie

### Jeunesse et formation
Fils d'immigrants polonais, le jeune Walter fait des études au séminaire Saints-Cyrille-et-Méthode d'Orchard Lake au Michigan (États-Unis). Prenant connaissance de la lettre de Pie XI invitant les séminaristes à se porter volontaires comme missionnaires pour la Russie, il décide d’entrer dans la Compagnie de Jésus. Entré au noviciat de New York, à Poughkeepsie le 7 septembre 1928. Le noviciat à peine terminé (1930) il écrit au Supérieur Général Wladimir Ledochowski exprimant le désir d'être envoyé comme missionnaire en Russie soviétique.
Sa demande est acceptée, mais il doit d’abord achever ses études qui sont orientées dès lors vers ce but. Ciszek fait sa philosophie (1931-1934) au Woodstock College (Maryland) et pour la théologie est envoyé en 1934 à l’université grégorienne de Rome (1934-1938). En même temps, il y fait des études russes au Collège Russicum. Il est ordonné prêtre le 24 juin 1937.

### Mission en Russie
Sa première affectation, en novembre 1938, le conduit parmi les catholiques (pour la plupart d'origine polonaise) arrivés à Albertyn en Pologne (aujourd’hui en Biélorussie), mais l’année suivante, le 1er septembre 1939, l’Allemagne envahit la Pologne par l’Ouest et peu après la Russie par l’Est. Le 17 octobre, Albertyn est pris par l'Armée rouge.
Avec la permission de son supérieur, il se met alors au service des catholiques de la Russie intérieure, presque tous d'origine polonaise ou allemande. Sous le nom de Wlodzimierz Lipinski, il se fait embaucher par une entreprise d'exploitation forestière de l'Oural. Le 19 mars 1940, quittant Lvov (aujourd’hui en Ukraine), il accompagne un train de travailleurs partant vers l’Est. Il travaille à Tchoussovoï jusqu’au 22 juin 1941. Lorsque l’Allemagne envahit la Russie, les Russes, qui n’ignoraient pas qu’il était prêtre, l’accusent d’être un espion à la solde des Allemands. Il est arrêté et emprisonné à Perm.

### ‘Espion du Vatican’
Transféré en septembre à Moscou, il fait connaissance de la sinistre prison de la Loubianka. Le 26 juillet 1942, il est déclaré coupable d’être un « espion du Vatican ». En juin 1944, il est transféré pour quelque temps à la prison de la Boutyrka à Moscou pour revenir à la Loubianka en mars 1945. La fin de la guerre n’améliore pas son sort.
En juin 1946, Ciszek est envoyé à Doudinka dans les vastes régions de la Sibérie septentrionale pour y purger sa peine de travaux forcés. Six mois plus tard (décembre 1946), il se trouve à Norilsk à une cinquantaine de kilomètres de Doudinka, pour y travailler dans des mines de charbon et chantiers de construction. Durant ses années à Norilsk - le régime étant moins strict - il peut exercer son ministère sacerdotal, célébrer la messe avec une certaine régularité, entendre les confessions, donner des exercices et conseils spirituels. Transféré aux mines voisines de Kaïerkan (octobre 1953), il est finalement libéré le 22 avril 1955.

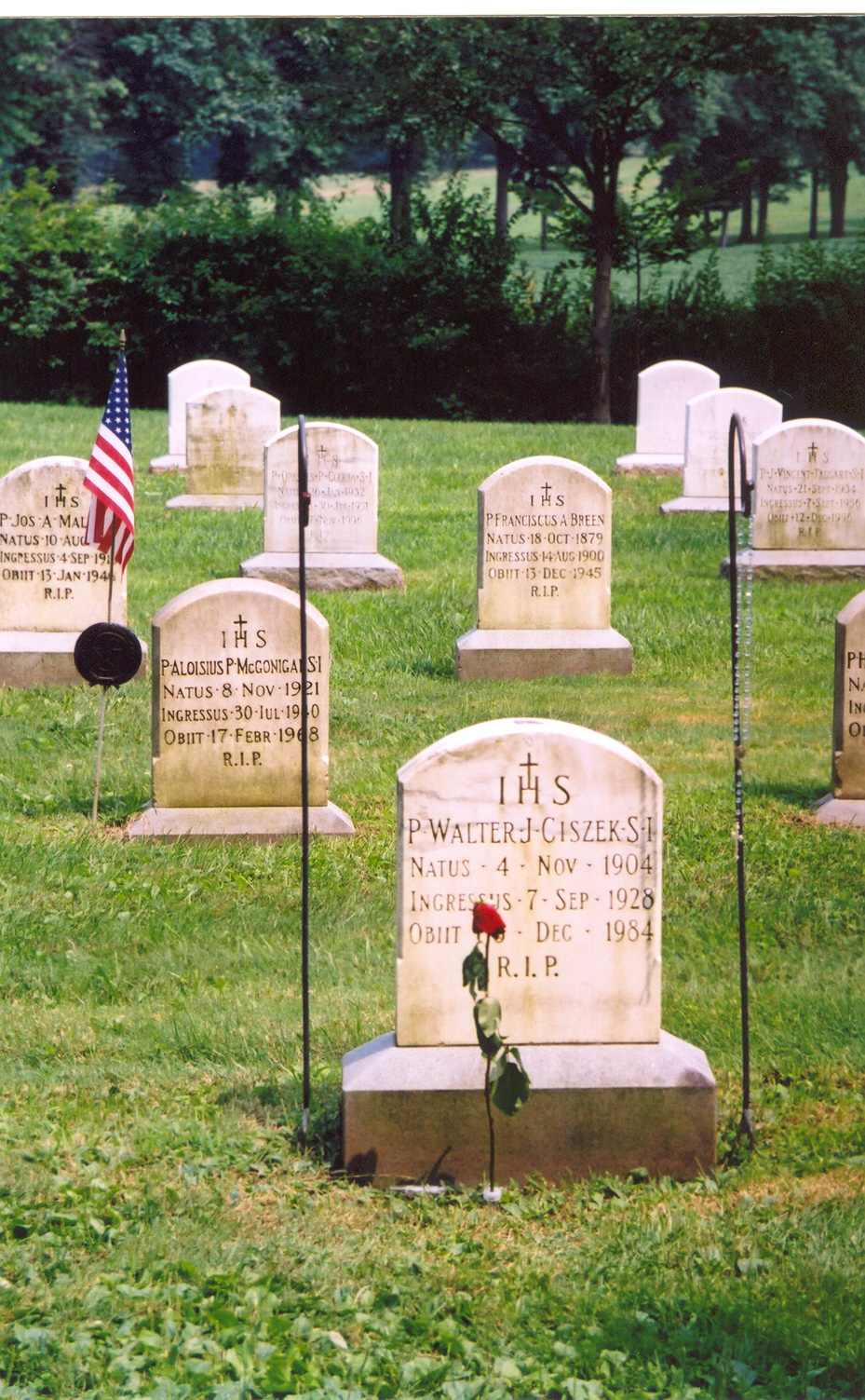
La tombe de Walter Ciszek au cimetière de Wernersville

Homme (presque) libre Ciszek retourne à Norilsk, où il exerce discrètement son ministère sacerdotal. Lorsqu’il est contraint de quitter la ville (printemps 1958), il se dirige vers le sud et, à Abakan, travaille comme mécanicien-auto. Pour la première fois, en 1963, il reçoit une lettre de sa sœur. Sans lui donner aucune explication, en octobre 1963, la police secrète lui ordonne subitement de se rendre à Moscou. Il y rencontre un fonctionnaire du consulat américain qui lui fait signer un papier. En un tournemain, il devient citoyen américain. Ciszek et un jeune étudiant accusé d’espionnage sont échangés contre deux espions soviétiques. Ému, il donne une discrète bénédiction à la Russie au moment où son avion décolle de l’aéroport de Moscou.

### Retour à New York
Ciszek arrive à New York le 12 octobre 1963. Il a passé cinq ans dans les prisons soviétiques, dix ans dans des camps de travaux forcés (le Goulag) et huit ans comme travailleur à la liberté limitée. Après un temps de repos et de réadaptation, le Père Ciszek est nommé au centre Jean XXIII d’Études du Christianisme oriental de l’Université de Fordham à New York, où il passe ses dernières années, donnant des conférences et des retraites pour le clergé, les séminaristes et les religieux.
Walter Ciszek n’a jamais exprimé d'amertume envers l'URSS et les Soviétiques. Il a toujours parlé de manière positive de son expérience en prison et au goulag soviétique. Il considérait ses années passées en prison comme le moyen choisi par Dieu pour le préparer au fructueux travail sacerdotal qu’il put exercer après sa libération. Les deux écrits qu’il laissa sont autobiographiques : ‘With God in Russia’ (Avec Dieu en Russie) qui relate sa vie en prison, et dans les camps de travail. Le second ‘He leadeth me’ (Il me conduit) est un testament spirituel. À ses yeux, il est certain que c’est sa foi chrétienne qui l’a soutenu et lui a permis de survivre à ces années particulièrement difficiles. Il y a assumé sa propre faiblesse et dépendance vis-à-vis de Dieu.
Walter Ciszek meurt le 8 décembre 1984 dans la résidence du Bronx, à New York, et est enterré au cimetière jésuite de Wernersville.

## Citation
On lui demandait souvent : comment avez vous pu survivre ?  Il répondait: «Pour moi la réponse est simple: la Divine providence... Je ne veux pas seulement dire que Dieu prit soin de moi, mais davantage qu’Il m’appela, me prépara et me protégea durant ces années en Sibérie. J’en suis convaincu, mais bien sûr, Il s’agit de ma vie. J’ai fait l’expérience de Sa main à chaque tournant.’’»

## Reconnaissance publique
- En 1990, un dossier est officiellement ouvert et une enquête lancée en vue de la possible béatification du père Walter Ciszek. À ce stade, il est considéré comme ‘serviteur de Dieu’. Le procès en béatification est piloté par le diocèse d'Allentown (Pennsylvanie, États-Unis).
- Le Ciszek Hall de l’Université Fordham (New York) est la résidence des jésuites aux études à l’université, et se préparant au sacerdoce. Il y a également un Ciszek Hall à l’université de Scranton (Pennsylvanie).

## Écrits
- With God in Russia (avec Daniel L. Flaherty), New York, Prentice Hall, 1964.
- He Leadeth Me (avec Daniel L. Flaherty), New York, Doubleday, 1973 (Traduction française: Avec Dieu au goulag. Témoignage d'un Jésuite interné vingt-trois ans en Sibérie, Nouan-le-Fuzelier (France), Ed. des Béatitudes, 2010).